# Aspa (Toreut)
Aspa war ein antiker römischer Toreut (Metallarbeiter), der in der zweiten Hälfte des 1. Jahrhunderts in Gallien tätig war.
Aspa ist heute nur noch aufgrund von vier Signaturstempeln auf Gefäßen aus Bronze bekannt. Dabei handelt es sich um jeweils zwei Griffschalen und Kannen, zwei eher selten signierte Formen. Drei der vier Stücke wurden sicher oder wahrscheinlich in Frankreich beziehungsweise Belgien, also dem früheren Gallien gefunden, eines im heutigen Polen. Die Signatur lautet lateinisch ASPA F, ergänzt zu Aspa f(ecit), übersetzt ins Deutsche zu Aspa machte es. Bei den Stücken handelt es sich um:
1. Bronzegriffschale; gefunden in einem Grab in Vervoz-Clavier, Belgien; heute im Museum Grand Curtius in Lüttich.[2]
2. Bronzegriffschale; Fundort unbekannt; heute im Louvre in Paris.[3]
3. Bronzekanne; gefunden in der Rhone nahe Lyon, Frankreich; heute im Musée Borély im Schloss Borély in Marseille.[4]
4. Bronzekanne; gefunden in Grab I/1925 der Prunkgräber von Lübsow, heute Lubieszewo, Polen; ehemals im Stadtmuseum in Stettin.[5]

## Einzelbelege
1. ↑  GRM Gallo-Romeins Museum Tongeren (BE): Les Tumulus gallo-romains de Hesbaye (cité des Tongres). La représentation funéraire des élites, Atuatuca 6, Publications of the Gallo-Roman Museum of Tongeren, Tongeren, 2015. COMPLETE EDITION. In: Atuatuca 6, Publications of the Gallo-Roman Museum of Tongeren. (academia.edu [abgerufen am 13. April 2021]).
2. ↑  Inventarnummer I 05/67; Richard Petrovszky: Studien zu römischen Bronzegefäßen mit Meisterstempeln. Leidorf, Buch am Erlbach 1993, S. 210, Nr. A.22.01.
3. ↑  Inventarnummer ?; Richard Petrovszky: Studien zu römischen Bronzegefäßen mit Meisterstempeln. Leidorf, Buch am Erlbach 1993, S. 210, Nr. A.22.02.
4. ↑  Inventarnummer 2344; Richard Petrovszky: Studien zu römischen Bronzegefäßen mit Meisterstempeln. Leidorf, Buch am Erlbach 1993, S. 210, Nr. A.22.03.
5. ↑  Inventarnummer PS 88; Richard Petrovszky: Studien zu römischen Bronzegefäßen mit Meisterstempeln. Leidorf, Buch am Erlbach 1993, S. 210, Nr. A.22.04.

| Personendaten    | Personendaten                              |
| ---------------- | ------------------------------------------ |
| NAME             | Aspa                                       |
| KURZBESCHREIBUNG | antiker römischer Toreut                   |
| GEBURTSDATUM     | 1. Jahrhundert v. Chr. oder 1. Jahrhundert |
| STERBEDATUM      | 1. Jahrhundert oder 2. Jahrhundert         |